# Биньчжоу
Биньчжо́у (кит. упр. 滨州, пиньинь Bīnzhōu) — городской округ на севере китайской провинции Шаньдун. Название означает «область Бинь» и происходит от названия существовавшей здесь в средние века административной единицы.

## География
Округ расположен на северном берегу реки Хуанхэ. Биньчжоу на юго-западе граничит с городом Цзинань (административный центр провинции), на западе с Дэчжоу, на юге с Цзыбо, на востоке с Дунъин и на севере с провинцией Хэбэй. Кроме того на севере имеет короткую береговую линию, выходящую к Бохайскому заливу.

### Климат
Биньчжоу испытывает муссонное влияние влажного континентального климата (Классификация климатов Кёппена) с чётко выраженными временами года. Весна тёплая и почти без осадков, лето жаркое и влажное, осень ясная, зима холодная и сухая. Более половины ежегодной нормы осадков выпадает в летние месяцы. Снег зимой выпадает равномерно, большие снегопады очень редки.
| Показатель                                    | Янв. | Фев. | Март | Апр. | Май   | Июнь  | Июль | Авг.  | Сен.  | Окт. | Нояб. | Дек. | Год   |
| --------------------------------------------- | ---- | ---- | ---- | ---- | ----- | ----- | ---- | ----- | ----- | ---- | ----- | ---- | ----- |
| Абсолютный максимум, °C                       | 31   | 33   | 35,4 | 38   | 38    | 37    | 38,6 | 39    | 39,9  | 34,9 | 34    | 30   | 39,9  |
| Средний максимум, °C                          | 16,8 | 18,4 | 21,4 | 27,1 | 30,4  | 32,1  | 32,7 | 32,9  | 31,7  | 28,9 | 24,7  | 20,1 | 26,4  |
| Средняя температура, °C                       | 12,5 | 14,5 | 17,5 | 23   | 26    | 28    | 28   | 28    | 26,5  | 23,5 | 19    | 15   | 21,8  |
| Средний минимум, °C                           | 9,4  | 11,2 | 14,3 | 19,1 | 22,0  | 24,5  | 24,9 | 24,8  | 22,8  | 19,2 | 14,4  | 10,4 | 18,1  |
| Абсолютный минимум, °C                        | −0,8 | 0,2  | 3,9  | 9    | 13,5  | 20    | 16,3 | 20,7  | 15,4  | 5    | 0,7   | −1,9 | −1,9  |
| Норма осадков, мм                             | 47,7 | 42,1 | 71   | 76,6 | 171,3 | 229,7 | 283  | 209,4 | 116,4 | 53   | 40,6  | 30,2 | 114,3 |
| Источник: Meoweather.com World Weather Online |      |      |      |      |       |       |      |       |       |      |       |      |       |

## История
При империи Северная Чжоу в этих местах была создана область Биньчжоу, которой были подчинены два уезда. Область просуществовала вплоть до Синьхайской революции, а в 1913 году была преобразована в уезд.
В 1950 году был образован Специальный район Хуэйминь (惠民专区), состоящий из 12 уездов. В 1958 году город Цзыбо и специальный район Хуэйминь были объединены в Специальный район Цзыбо (淄博专区), но в 1961 году были разделены вновь.
В 1967 году Специальный район Хуэйминь был переименован в Округ Хуэйминь (惠民地区). В 1983 году восточная часть округа, где стала активно развиваться нефтедобыча, была выделена в отдельный городской округ Дунъин.
В 1992 году округ Хуэйминь был переименован в округ Биньчжоу (滨州地区). В 1994 году в состав округа входили город Биньчжоу и 6 уездов.
В 2000 году округ Биньчжоу был расформирован, а вместо него был образован городской округ Биньчжоу; территория бывшего города Биньчжоу стала районом Биньчэн городского округа Биньчжоу.
В 2014 году уезд Чжаньхуа был преобразован в район городского подчинения.
Постановлением Госсовета КНР от 2 июля 2018 года (вступило в силу с 26 октября 2018 года) уезд Цзоупин был преобразован в городской уезд, подчинённый напрямую правительству провинции Шаньдун, которое делегирует управление им властям городского округа Биньчжоу.

## Административно-территориальное деление
Городской округ Биньчжоу делится на 1 район, 6 уездов:
| Карта | #              | Статус   | Название | Иероглифы    | Пиньинь | Население (2010 прим.) | Площадь (км²) | Плотность населения (/км²) |
| ----- | -------------- | -------- | -------- | ------------ | ------- | ---------------------- | ------------- | -------------------------- |
| 1     | Район          | Биньчэн  | 滨城区   | Bīnchéng qū  | 640 000 | 1041                   |               |                            |
| 2     | Уезд           | Хуэйминь | 惠民县   | Huìmín xiàn  | 640 000 | 1364                   |               |                            |
| 3     | Уезд           | Янсинь   | 阳信县   | Yángxìn xiàn | 450 000 | 798                    |               |                            |
| 4     | Уезд           | Уди      | 无棣县   | Wúdì xiàn.   | 450 000 | 1979                   |               |                            |
| 5     | Район          | Чжаньхуа | 沾化区   | Zhānhuà qū   | 390 000 | 2114                   |               |                            |
| 6     | Уезд           | Босин    | 博兴县   | Bóxīng xiàn  | 490 000 | 901                    |               |                            |
| 7     | Городской уезд | Цзоупин  | 邹平市   | Zōupíng shì  | 730 000 | 1250                   |               |                            |

## Экономика

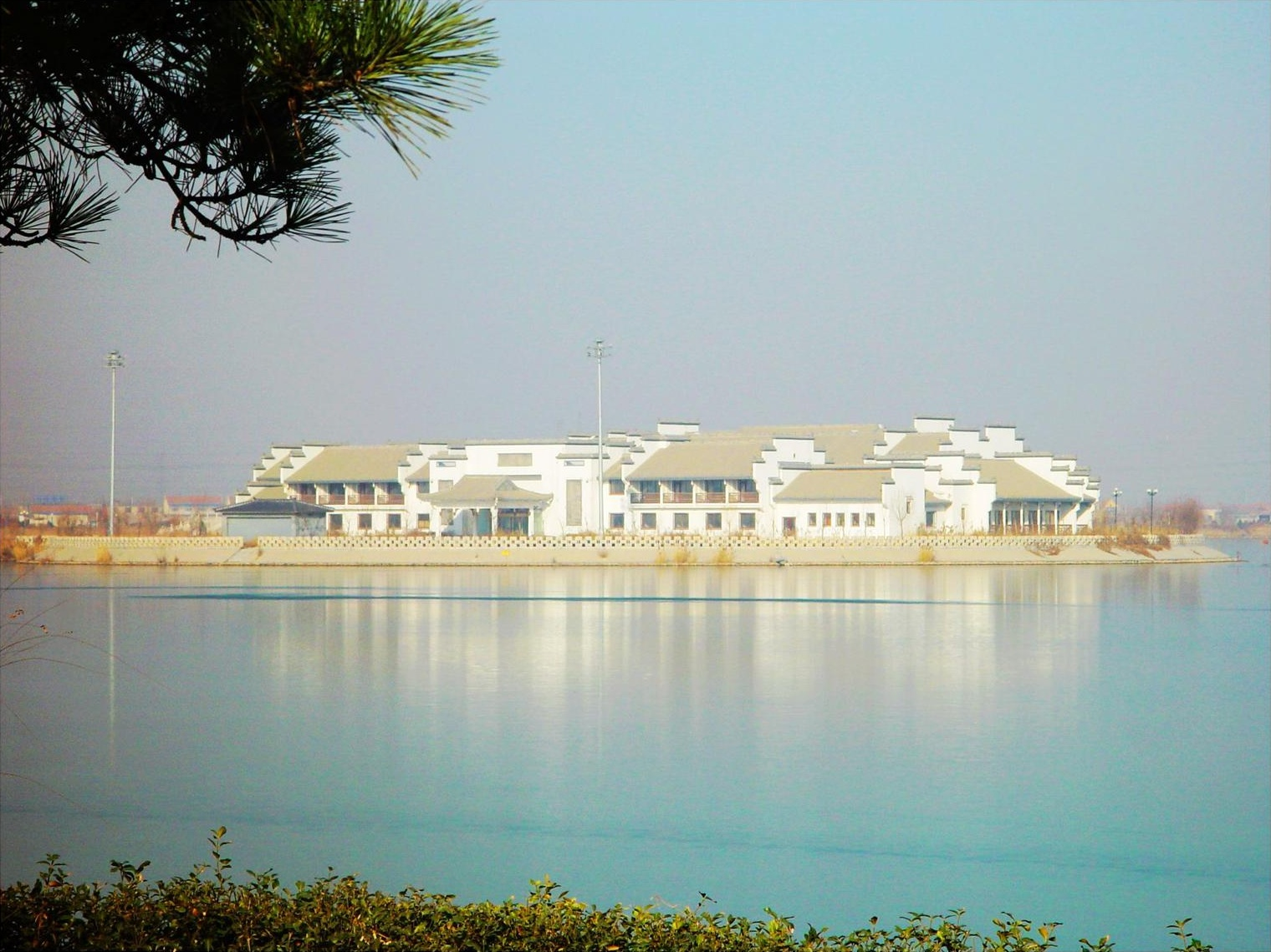
Озеро в Биньчжоу

В 2010 году ВВП равнялся 155,152 млрд. юаней, что составляет 3,96 % от общего ВВП провинции Шаньдун. По размеру ВВП Биньчжоу находился на 13-м месте в провинции и на 72-м месте в целом по стране.
ВВП на душу населения в 2010 году был на уровне 41,643 тыс. юаней. По этому показателю Биньчжоу находился на 8-м месте в провинции и на 62-м месте в целом по стране.
В Биньчжоу базируются текстильная компания Weiqiao Pioneering Group и алюминиевая компания China Hongqiao Group.

## Транспорт
По территории округа проходят национальные шоссе 205 и 220.